# Сухоручкин, Иван Иванович
Ива́н Ива́нович Сухору́чкин (1921—1953) — лейтенант Советской Армии, участник Великой Отечественной войны, Герой Советского Союза (1944).

## Биография
Родился 20 июня 1921 года в семье крестьян в деревне Красный Яр Такмыкской волости Тарского уезда Омской губернии. Русский.
После окончания семилетней школы работал в колхозе «1-е Мая», активно участвовал в комсомольской деятельности.
В 1940 году был призван на службу в Рабоче-крестьянскую Красную Армию, служил в пограничных войсках.
С января 1943 года — на фронтах Великой Отечественной войны.
К октябрю 1943 года старшина Иван Сухоручкин командовал отделением 42-го стрелкового полка 180-й стрелковой дивизии 38-й армии Воронежского фронта. Отличился во время битвы за Днепр. 6 октября 1943 года отделение под командованием Ивана Сухоручкина переправилось через Днепр в районе села Новые Петровцы Вышгородского района Киевской области Украинской ССР и принял активное участие в боях за захват и удержание плацдарма на его западном берегу, отразив ряд немецких контратак и нанеся противнику большие потери. Оказавшись в окружении, сумел организовать прорыв из него и воссоединение с основными силами.
Представлен к награждению званием Героя Советского Союза за «мужество и героизм, проявленные при форсировании Днепра и в боях на захваченном плацдарме». Указом Президиума Верховного Совета СССР «О присвоении звания Героя Советского Союза генералам, офицерскому, сержантскому и рядовому составу Красной Армии» от 10 января 1944 года за «образцовое выполнение боевых заданий командования на фронте борьбы с немецко-фашистскими захватчиками и проявленные при этом отвагу и геройство» был удостоен высокого звания Героя Советского Союза с вручением ордена Ленина и медали «Золотая Звезда» за номером 2160.
В 1944 году окончил курсы младших лейтенантов. В 1946 году в звании лейтенанта он был уволен в запас. Проживал и работал в Киеве. Скоропостижно умер 22 февраля 1953 года.
Был также награждён рядом медалей.